# Beretta MAB 18
Il Moschetto Automatico Beretta Mod.1918 o Beretta M1918 è una carabina che ha fatto in passato parte delle armi di ordinanza delle forze armate e dell'ordine italiane.

## Storia
Il moschetto Beretta 18, denominato ufficialmente dal Regio Esercito: "Moschetto Automatico Revelli-Beretta", nasce dall'esigenza di trasformare la Villar Perosa mod.15 in un'arma d'assalto individuale. 
Il MAB 18 entrò in servizio nel tardo 1918, in tempo per venire distribuito alla fanteria. Servirà poi nella guerra d'Etiopia. Durante la seconda guerra mondiale è operativo in Africa fino al 1941, quando viene definitivamente sostituito dal MAB 38.

## Tecnica
Praticamente esso viene ottenuto mediante la divisione delle due armi della Villar Perosa mod.15 adattando una delle sue due armi al calcio dei vecchi fucili Moschetto Mod.91 cavalleria, munendo l'estremità inferiore della canna della braga con relativa baionetta cruciforme dello stesso, ma accorciata.
Negli anni successivi, l'ingegner Tullio Marengoni, dipendente dell'azienda Beretta, apporta alcune modifiche: la meccanica rimane quella originale della Villar Perosa a massa battente con funzionamento a otturatore aperto ma a causa dell'impressionante volume di fuoco (900 colpi/min) che svuota il caricatore in pochi secondi, viene introdotto un limitatore di cadenza di tiro, che consentiva l’arma di sparare a solo tiro intermittente / semiautomatico; il caricatore e la sua bocchetta vengono spostati dal dorso alla parte inferiore della cassa, permettendo così una linea di mira in asse.